# Preludi i Fuga en la menor, BWV 543

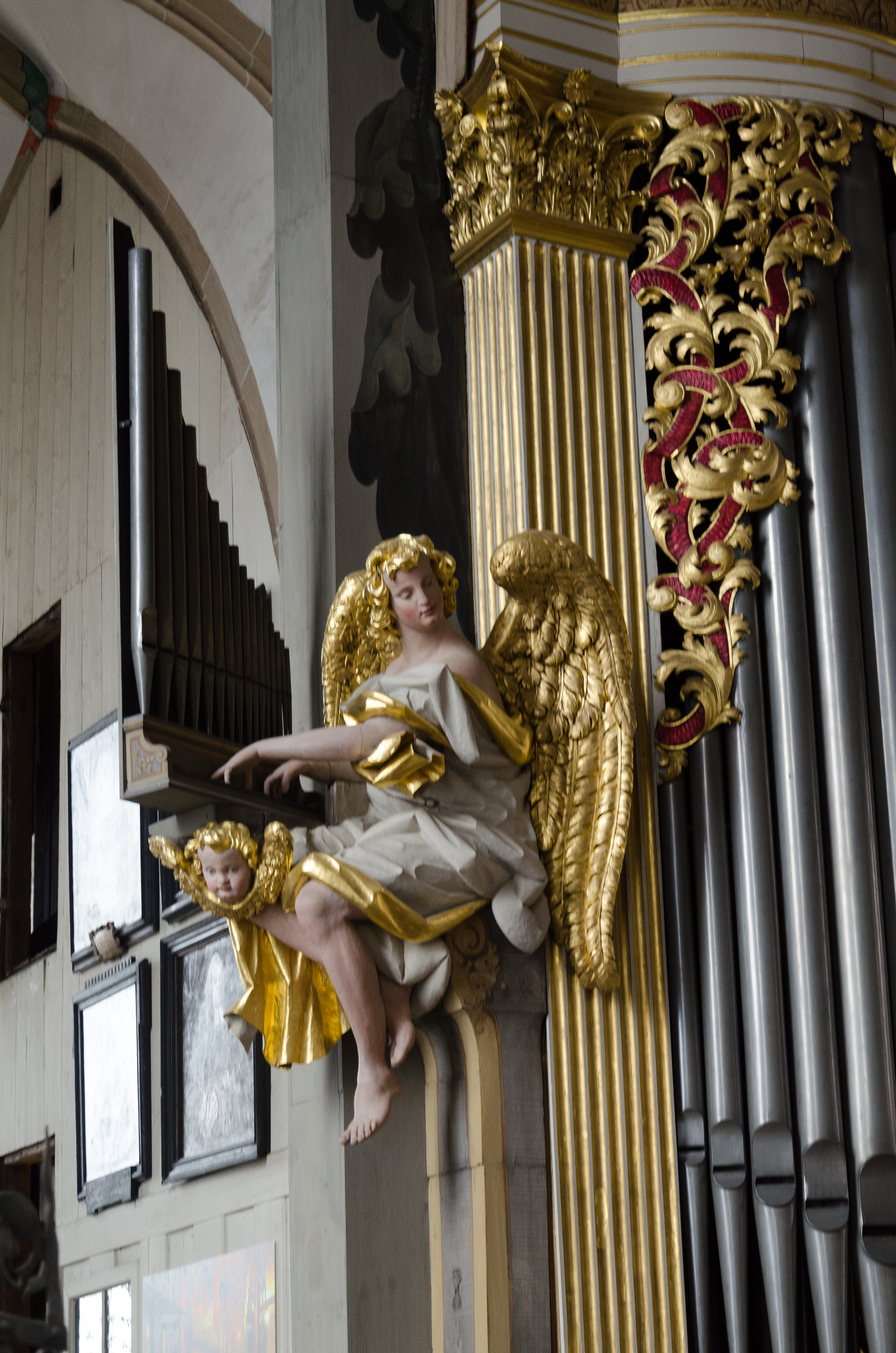
Detall del Great Organ de la catedral de Freiberg, Gottfried Silbermann, 1711–1714

El Preludi i Fuga en la menor, BWV 543, és una peça de música d'orgue escrita per Johann Sebastian Bach en algun moment dels seus anys com a organista de la cort del duc de Saxònia-Weimar (1708–1713).

## Versions i fonts
Segons David Schulenberg, les fonts principals del BWV 543 es poden localitzar al cercle de Berlín al voltant de Carl Philipp Emanuel Bach i Johann Kirnberger. El copista associat a C. P. E. Bach només ha estat identificat com a "Anònim 303"; el manuscrit es troba ara a la Biblioteca Estatal de Berlín. Encara que menys prolífics que copistes com Johann Friedrich Agricola, de les nombroses còpies manuals distribuïdes per a la seva compra per Anon 303, incloses les de la Sing-Akademie zu Berlin recuperada de Kíev el 2001, els comentaristes coincideixen que el copista professional devia tenir una estreta relació amb C. P. E. Bach. L'altra font secundària per al BWV 543 va arribar a través del copista Johann Gottfried Siebe i Kirnberger. El manuscrit va passar a formar part de l'Amalienbibliothek, la biblioteca musical de la princesa Anna Amalia de Prússia; ara es troba a la Biblioteca Estatal de Berlín. Hi ha una font addicional del copista Joachim Andreas Dröbs la partitura del qual per al BWV 543 formava part d'una col·lecció de Johann Christian Kittel, ara a la Biblioteca de la Universitat de Leipzig. Les fonts del BWV 543a, que se suposa que és una versió anterior del BWV 543 que difereix notablement al preludi però és idèntic a la fuga, tenen el seu origen a Leipzig. La font principal era un copista no identificat associat amb l'alumne de Bach Johann Ludwig Krebs; el manuscrit es troba ara a la Biblioteca Estatal de Berlín. Una font secundària és del copista Johann Peter Kellner, escrit cap al 1725 i també ara a la Biblioteca Estatal de Berlín. Una font addicional és la partitura feta pel copista Michael Gotthardt Fischer; ara està emmagatzemat a la Biblioteca de Música Irving S. Gilmore de la Universitat Yale.

### Preludi

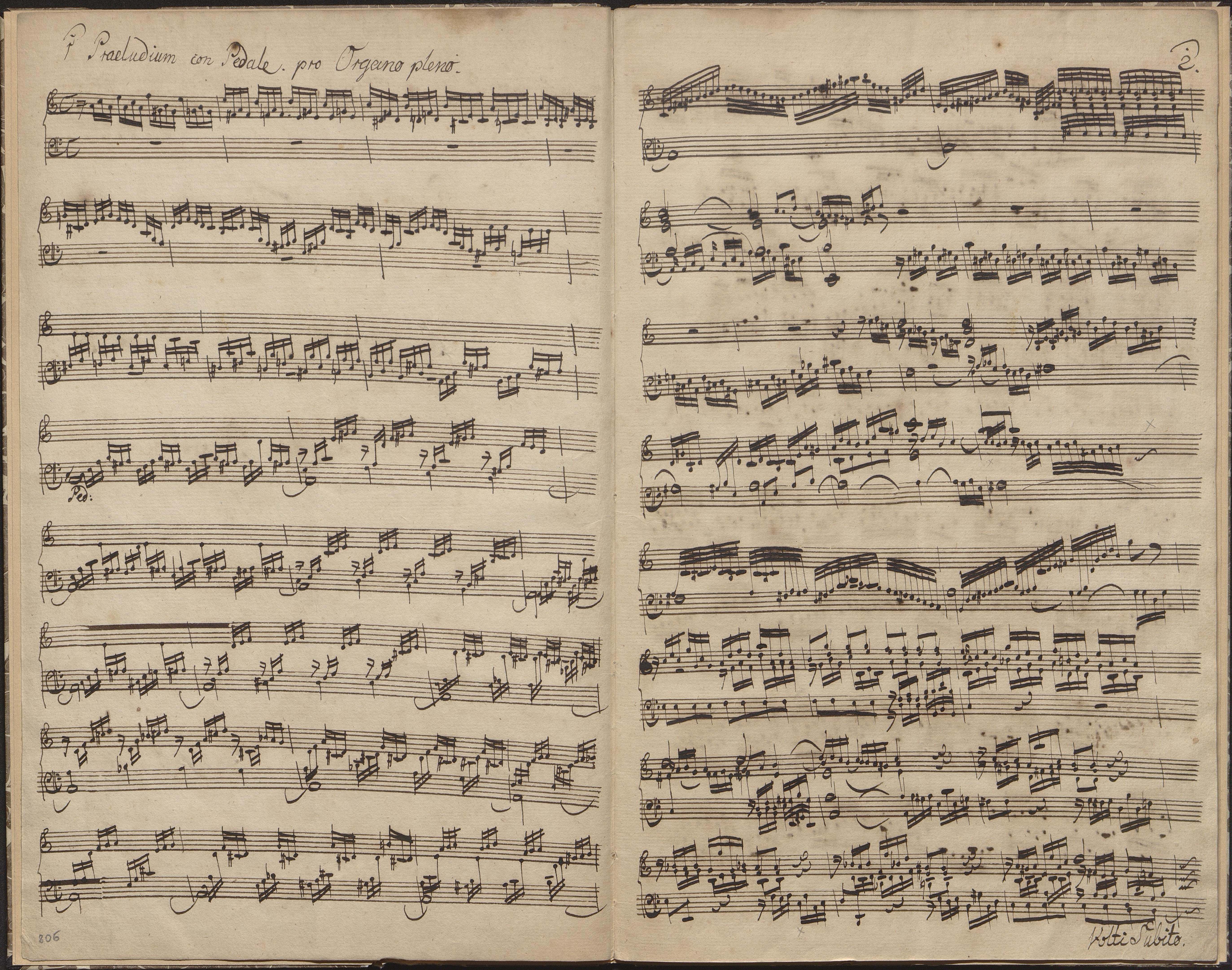
Preludi en la menor, BWV 543/1, de la col·lecció de JC Kittel, copiat per Joachim Andreas Dröbs a principis del, Biblioteca de la Universitat de Leipzig

Hi ha dues versions del Preludi, totes dues daten del mateix període a Weimar (1708–1713). Les versions de la fuga són idèntiques, mentre que les dues versions del preludi són diferents, la primera versió BWV 543/1a és més curta i se suposa que és l'anterior. Les fonts del BWV 543 es resumeixen a la secció anterior. Les diferències entre les dues versions del preludi es discuteixen a Williams (2003): la versió anterior té 43 compassos, mentre que la versió posterior té 53 compassos. Les principals diferències es donen als compassos 1–6 de BWV 543a/1 i als compassos 1–9 de 543/1, on les figures de semicorxa d'acord trencat descendent estan alterades i truncades. El mateix s'aplica als passatges corresponents als compassos 17–18 a BWV 543a/1 i als compassos 26–28 a BWV 543/1. A més, els tresets de semicorxera del preludi posterior s'anoten com a fuses. Com observa Beechey (1973): "La qüestió més seriosa sobre el passatge inicial del preludi en les seves primeres i posteriors versions és el fet que Bach va canviar les fuses per semicorxeres […] i, en fer-ho, va preservar un estat d'ànim més tranquil i un sentiment menys rapsòdic a la música; aquest canvi, però, no vol dir ni pot significar que la versió inicial sigui errònia o que el compositor s'hagi equivocat. En la versió posterior, Bach pensava a una escala més gran i considerava la fuga i el moviment acompanyant a una escala també gran [. . . ] La manera més senzilla d'estendre el preludi primerenc era doblant els valors de les notes dels passatges citats per així fer que fluís més uniformement."

### Fuga
El musicòleg Peter Williams ha assenyalat que l'enganxosa "cua seqüencial llarga" d'aquest tema de fuga (els seus últims 3 compassos) "confonen fàcilment l'oïda sobre el ritme" i és harmònicament una "paràfrasi" exacta de la seqüència dels compassos 6-8 del Concert per a doble violí de Vivaldi Op. 3 núm. 8 en la menor (RV 522, de L'estro armonico). Bach va arranjar aquest concert de Vivaldi com el seu "concert" per a orgue BWV 593, probablement el 1714–16.
Aquesta fuga de 4 veus BWV 543 s'ha comparat amb la fuga per a clavicèmbal de Bach en la menor, BWV 944, una fuga de 3 veus que probablement es va escriure l'any 1708, i aquesta fuga per a orgue fins i tot s'ha anomenat "l'encarnació final" de BWV 944. (Wolfgang Schmieder, editor del Bach-Werke-Verzeichnis, va esmentar-ne una similitud). No obstant això, la idea de qualsevol relació propera (i encara menys d'una reencarnació) ha estat desafiada. Williams escriu que la fuga "s'ha comparat sovint amb la fuga per a teclat BWV 944 […] i s'ha reivindicat com una mena de versió d'aquesta [però] les semblances - el contorn del subjecte i contrasubjecte, l'element mòbil perpetu, un tancament més aviat lliure - són massa lleugeres per donar suport a les comparacions". Williams també cita similituds "entre l'esquema del tema i el de la fuga en la menor BWV 559, o entre les figures del pedal als períodes de tancament dels dos Preludis [i] a la figura inicial [mà dreta] del Preludi, en un Corrente a l'op. 2 núm. 1, de Vivaldi, de 1709, i en una fuga en mi menor de Pachelbel". A part de les observacions de Williams sobre el tema de la fuga, les fugues BWV 543 i 944 es diferencien en els seus contorns més grans: la seva estructura harmònica i la sèrie d'exposicions i episodis no són paral·lels.

## Estructura musical

### Preludi
| Prelude, BWV 543                                                             |
|                                                                              |
| Robert Köbler, Silbermann organ, village church of Großhartmannsdorf, Saxony |
|                                                                              |

Tot i que Philipp Spitta ha vist elements de les tradicions del nord del primer Preludi BWV 543a/1 típics de l'escola de Buxtehude, Williams (2003) ha assenyalat que les mateixes característiques també estan presents en la versió posterior BWV 543/1. Aquests inclouen passatges solo a l'inici; passatges de semicorxera amb contrapunt amagat de dues o tres veus tant als manuals com als pedals; passatges virtuosos de fuses amb trinos que condueixen a una cadència; i l'execució de figures de semicorxera i fusa per tot arreu, fins i tot a l'inici i a la coda. Els aspectes tradicionals són el passatge arpegiat de semicorxera amb el seu "contrapunt latent" que incorpora una línia de baix cromàtica descendent. Les figures de semicorxa comencen com un solo al manual:
Després d'un llarg adornament de fusa sobre un pedal de tònica, s'escolta de nou el pedal. La cadència molt adornada que segueix —plena de recorreguts manuals sobre notes pedal sostingudes—condueix a una exploració contrapuntística del material de l'obertura en seqüència; això va seguit d'una peroració molt lliure. Les característiques que distingeixen l'escriptura de Bach de les composicions del segle XVII inclouen el seu tempo regular; la planificació acurada dels clímaxs; els canvis ben jutjats de semicorxera a tresets de semicorxera i després fusa. Després del compàs 36, hi ha motius de semicorxera en els manuals contestats per motius semblants als pedals: hi ha efectes brisé semblants als que es troben en el preludi coral BWV 599 o la Passacaglia, BWV 582/1; i motius de pedal semblants als que es troben al preludi coral BWV 643. Per als dos d'aquests preludis corals de l'Orgelbüchlein, però, és l'ús sistemàtic de motius el que estableix un estat d'ànim musical particular. El Preludi en la menor, semblant a la Toccata, al stylus phantasticus, porta els distintius de l'estil primerenc de Bach, amb influència del nord d'Alemanya, mentre que la fuga es podria considerar un producte posterior de la maduresa de Bach.

### Fuga
| Fugue, BWV 543                                                               |
|                                                                              |
| Robert Köbler, Silbermann organ, village church of Großhartmannsdorf, Saxony |
|                                                                              |

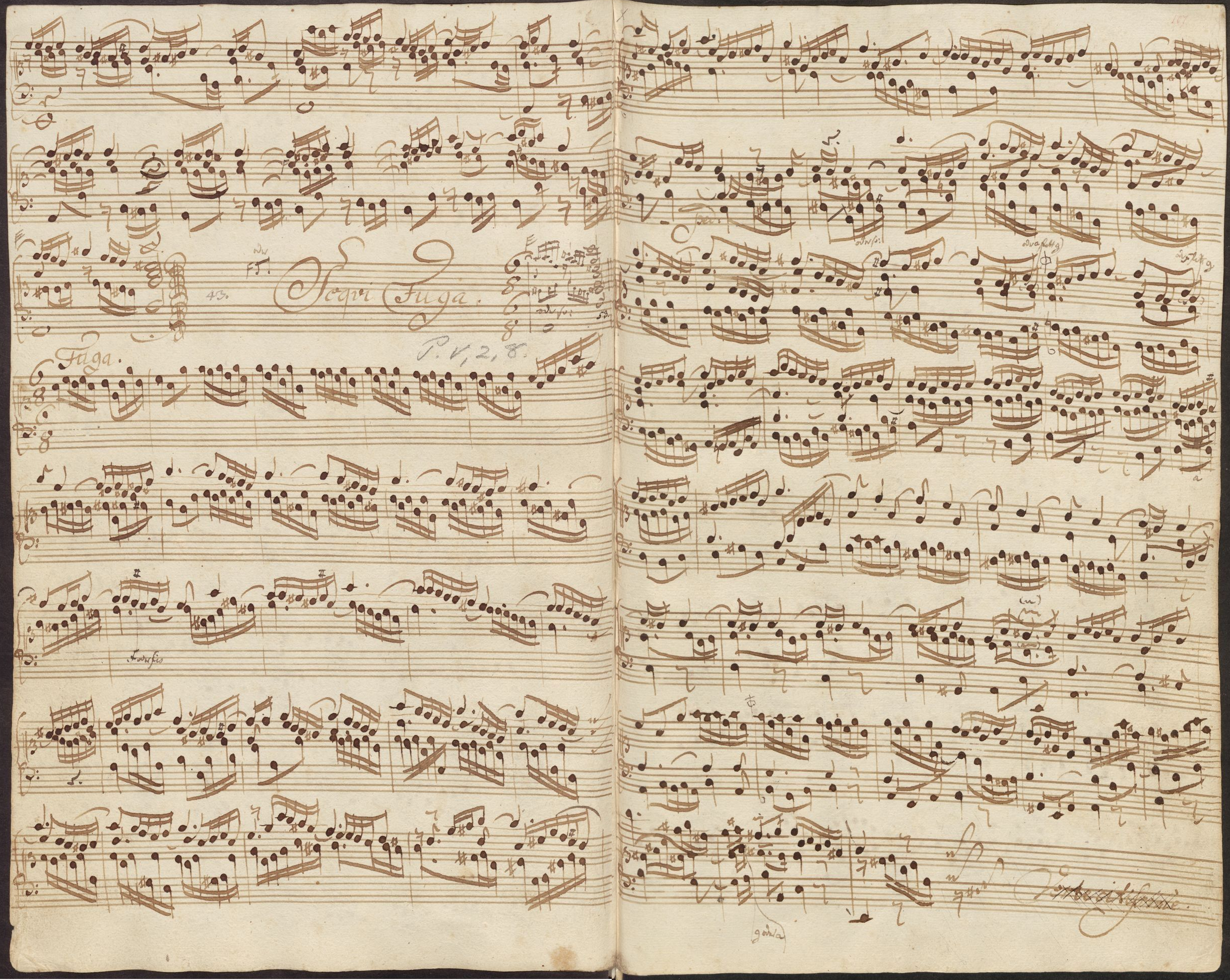
La fuga de Bach en la menor, BWV 543, copiada cap a 1725 per JP Kellner

Les versions de la fuga a 4 veus de BWV 543a i BWV 543 són idèntiques; dura 151 compassos. El tema es remunta al concert d'orgue en la menor BWV 593 de Bach, transcrit per a orgue del concert per a dos violins d'Antonio Vivaldi, op.3 núm. 8, RV 522, com part de la seva col·lecció L'estro armonico.
El tema de la fuga, com el del preludi, es compon d'acords arpegiats i seqüències descendents, especialment cap a la seva meitat posterior. A causa de la naturalesa seqüencial del tema, la majoria de la fuga es compon de seqüències o cadències. La fuga acaba en una de les cadències virtuoses i més semblants a les tocatas de Bach en el menor harmònic. A diferència de la majoria de les obres per a teclat en tonalitat menor de Bach, acaba en un acord menor en lloc d'una tercera picarda.

## Recepció i arranjaments
En el seu llibre sobre la recepció de les obres per a orgue de Bach a l'Alemanya del segle xix, el musicòleg Russell Stinson destaca immediatament Felix Mendelssohn, Robert Schumann, Franz Liszt i Johannes Brahms. A la seva introducció, Stinson escriu que experimentar aquestes obres "a través dels ulls i les orelles d'aquests quatre titans augmenta incommensurablement l'apreciació de la música". Escull la fuga de BWV 543, sobrenomenada "The Great", com a exemple per excel·lència: la seva interpretació a l'orgue, on Mendelssohn dominava sense esforç el treball dels pedals; la fuga com a model compositiu tant per a Mendelssohn com per Brahms; la transcripció al piano interpretada habitualment per Liszt i Brahms; i la publicació real de la transcripció de Liszt, que va inspirar pianistes en aparició. Les dones també van tenir un paper important: Clara Schumann com a pianista de gran reputació i companya defensora de Bach; i les germanes Mendelssohn, Fanny i Rebecka, que van tocar la fuga amb arranjaments per a piano, ja fos juntes o amb el seu germà Felix. Com a una prova més de la reputació de la fuga, Stinson observa que "Schumann va assistir a l'única actuació pública de Mendelssohn del moviment, Liszt va escoltar la transcripció de Clara tocada per ella piano i Clara finalment va tocar la transcripció de Liszt".

### La família Mendelssohn
Gràcies a la seva connexió amb l'editor C. F. Peters, se sap que la família de Fanny, Rebecka i Felix Mendelssohn va tocar en privat o interpretar en públic obres d'orgue de Bach arranjades per a dos pianos o piano a quatre mans.

### Transcripció de Liszt
| Liszt's transcription of BWV 543 (9:58) |
|                                         |
| Raymond Smullyan, piano                 |
|                                         |

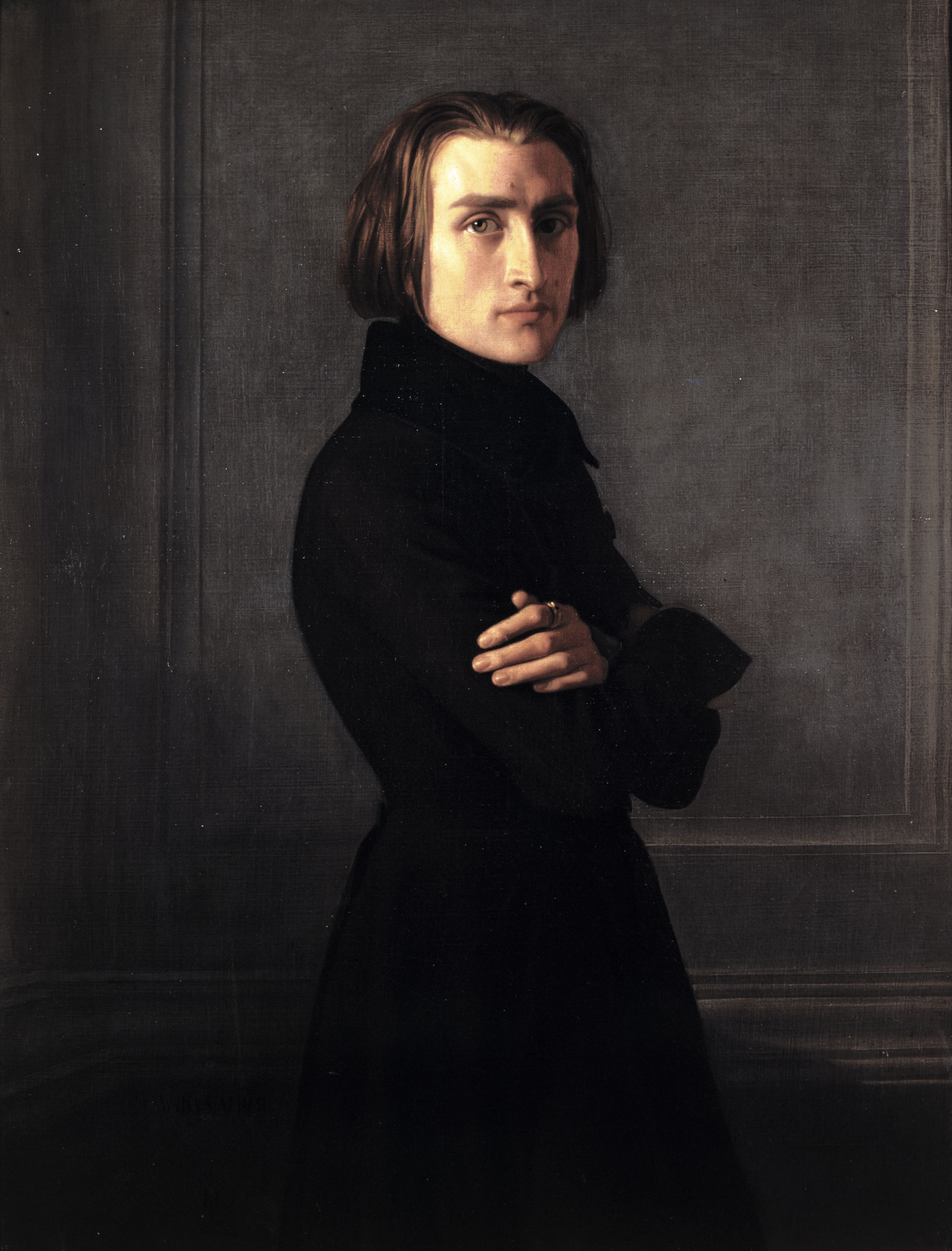
Franz Liszt el 1839, Museu Carnavalet

A causa de la naturalesa rapsòdica general de la peça, molts organistes toquen aquesta peça lliurement i en una varietat de tempi; es pot transcriure fàcilment a un instrument diferent. Liszt la va incloure a les seves transcripcions dels "sis grans preludis i fugues" BWV 543–548 per a piano (S. 462), compostes el 1839–1840 i publicades el 1852 per C. F. Peters.
Quan era nen, Liszt havia rebut instruccions del seu pare per dominar les obres de teclat de Bach, amb exercicis diaris sobre les fugues del Clave ben temperat (WTC). Com a concertista de piano, però, Liszt no es va sentir atret per l'orgue. El 1857, després d'haver assistit a un recital d'orgue de Bach a la Frauenkirche de Dresden, que va captivar tant a Clara Schumann com a Joseph Joachim, la reacció de Liszt va ser: "Hm, dry as bones" (trad. literal: "Hm, sec com els ossos"). No obstant això, pel que fa a la música de Bach, Liszt va tenir una gran influència com a intèrpret, transcriptor i professor.

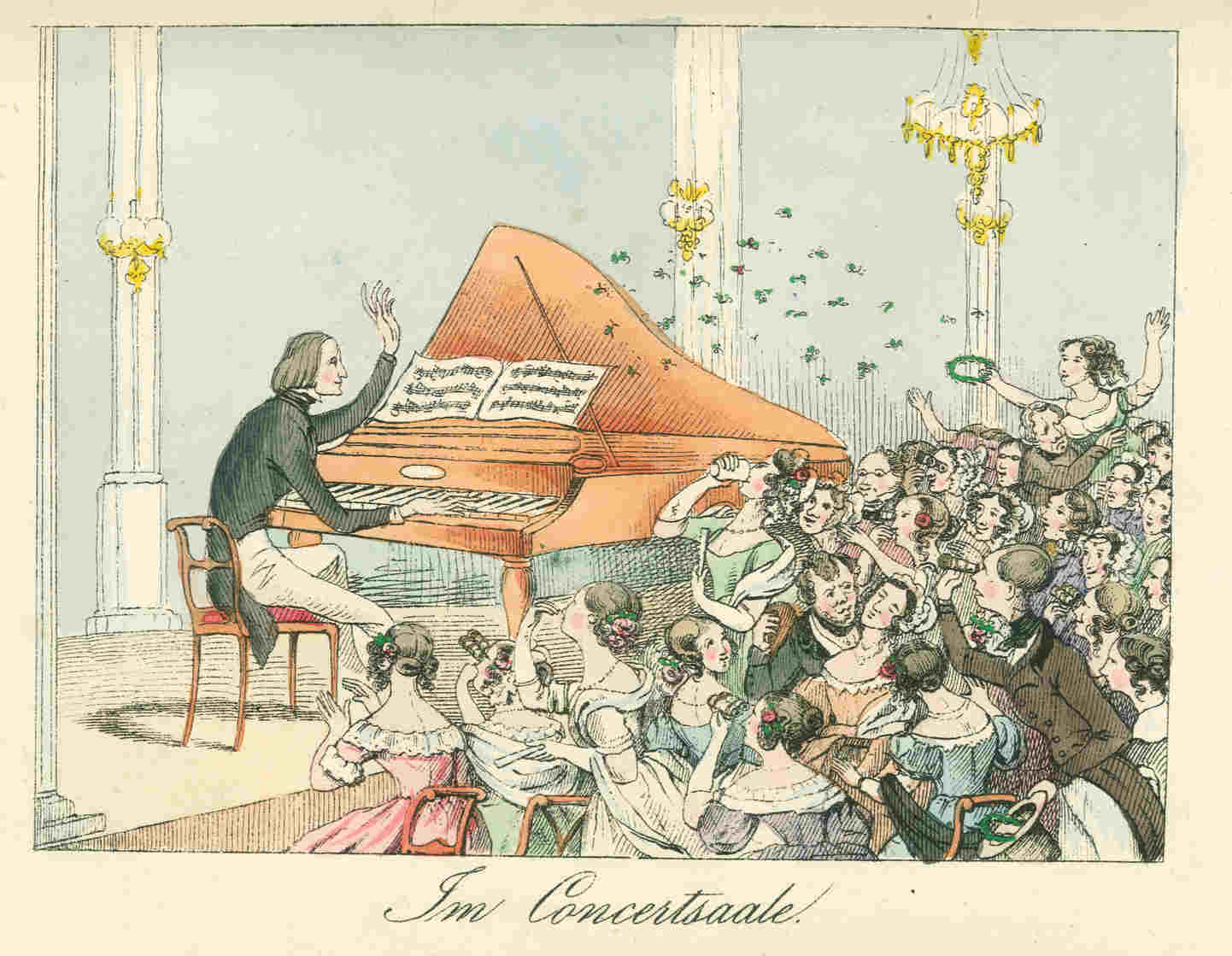
Caricatura d'un concert de Liszt, 1842

### Altres transcripcions
- Simon Sechter (1788–1867) va fer una de les primeres transcripcions per a piano a quatre mans del BWV 543 el 1832 per a l'editor vienès Tobias Haslinger. El manuscrit original, "Sebastian Bachs Orgelfugen für das Pianoforte: zu 4 Händen eingerichtet", ha estat digitalitzat per la Biblioteca Nacional d'Àustria.[10][11] També hi havia un arranjament per a piano a quatre mans del BWV 543–548 el 1832 per un copista desconegut que ara es conserva a la Biblioteca Estatal de Berlín.[12][13]
- Carl Voigt (1808–1888) va fer un arranjament del BWV 543 per a duet de piano al voltant de 1834, per a l'editorial de Georg Heinrich Hedler a Frankfurt del Main.[14]
- Franz Xaver Gleichauf (1801–1856), alumne de Johann Nepomuk Schelble i copista de renom de Bach, va arranjar BWV 543 per a duet de piano (o piano a quatre mans), en un àlbum de dos volums publicat el 1846 per C. F. Peters a Leipzig, amb un nivell mitjà de dificultat. L'àlbum va ser republicat per International Music Company el 1962.[15][16][17]

## Discografia selecta
Destaquen els enregistraments següents d'aquesta obra:
- Marie-Claire Alain - Complete Organ Works
- Marie-Claire Alain - Organ Masterpieces
- Bram Beekman - Complete Organ Works
- Bram Beekman - Organ works
- Jonathan Biggers - Bach on the Fritts
- Kevin Bowyer - Works for Organ, Volume III
- Daniel Chorzempa - Toccata in D Minor/Organ Works
- Jeanne Demessieux - Hamburger Orgeln. The Hamburg Organs
- Virgil Fox - The Bach Gamut Vol. 1
- Christopher Gray - Bach From The Cathedral
- Hélène Grimaud - Bach
- Christopher Herrick - The Great Fantasias Preludes and Fugues
- Leslie Howard - Bach-Liszt Preludes and Fugues
- Peter Hurford - Complete Organ Works
- Peter Hurford - J.S. Bach: Great Organ Works
- Paul Jacobs - Paul Jacobs Plays Bach
- Ton Koopman - Organ Works, Vol. 1
- Ton Koopman - Organ Works, Vol. 3
- Michael Murray - The Beckerath Organ at St. Andreas-Kirche, Hildesheim
- Anthony Newman - Bach: Favorite Organ Works
- Artur Pizarro - Bach Transcribed by Liszt
- E. Power Biggs - Bach: The Great Preludes and Fugues, Vol. II
- E. Power Biggs - Toccata & Fugue in D Minor
- Simon Preston - Das Orgelwerk
- Karl Richter - Organ Recital
- Karl Richter - Orgelwerke (5 CD set)
- Tom Robin Harris - The Historical Harpsichord
- Lionel Rogg - Organ Works
- Wolfgang Rübsam - Complete Organ Works
- Wolfgang Rübsam - Trio Sonatas, Vol. 1
- Fazil Say - Bach
- Albert Schweitzer - Albert Schweitzer Plays Bach, Vol. 1
- Carl Staplin - Clavier-Ubung III
- various - Bach 2000: The Complete Bach Edition
- Vladimir Viardo - Organ-Piano Transcriptions: Bach-Liszt
- Helmut Walcha - Das Orgelwerk